# Nyctemera extendens
Nyctemera extendens là một loài bướm đêm thuộc phân họ Arctiinae, họ Erebidae.